# Bras d'Isaïe
Pour les articles homonymes, voir Isaïe (homonymie).
Le Bras d’Isaïe est un affluent de la rivière à Mars, coulant dans le territoire non organisé de Lac-Ministuk, dans la municipalité régionale de comté du Fjord-du-Saguenay, dans la région administrative du Saguenay–Lac-Saint-Jean, dans la province de Québec, au Canada. Le cours de la rivière traverse la partie est de la zec Mars-Moulin.
Quelques routes forestières secondaires desservent la vallée du bras d’Isaïe, surtout pour les besoins la foresterie et des activités récréotouristiques.
La foresterie constitue la principale activité économique de cette vallée ; les activités récréotouristiques, en second.
La surface du Bras d’Isaïe est habituellement gelée du début de décembre à la fin mars, toutefois la circulation sécuritaire sur la glace se fait généralement de la mi-décembre à la mi-mars.

## Géographie
Les principaux bassins versants voisins du bras d’Isaïe sont :
- côté nord : lac Lorenzo, lac Louis-Philippe-Simard, bras des Mouches, rivière à Mars, La Grosse Décharge, la Petite Décharge ;
- côté est : rivière à Mars, bras du Coco, bras Rocheux, bras d'Hamel ;
- côté sud : rivière à Mars, lac Jumeau, lac du Portage, bras Rocheux ;
- côté ouest : rivière du Moulin, la Petite Décharge, lac Moïse, bras d’Henriette, bras de Jacob Ouest.

Le bras d’Isaïe prend sa source à l'embouchure du lac du Bec (longueur : 0,2 km ; altitude : 358 m) qui est située dans le territoire non organisé de Lac-Ministuk. Cette source est située à :
- 2,3 km à l’ouest du cours de la rivière à Mars ;
- 2,6 km au nord-est du cours de la rivière du Moulin ;
- 5,8 km au sud-est de la confluence du Bras d’Isaïe et de la rivière à Mars ;
- 13,5 km au nord-est du cours de la rivière Cyriac ;
- 17,1 km au sud-est du lac Kénogami[3].

Le Bras d’Isaïe coule sur 10,9 km avec une dénivellation de 108 m entièrement en zone forestière, selon les segments suivants :
- 1,1 km vers le nord-ouest, traversant un petit lac (longueur : 0,2 km ; altitude : 357 m) et le lac du Soulier (longueur : 0,5 km ; altitude : 343 m) vers l’est, jusqu'à son embouchure ;
- 1,1 km vers le nord-est en traversant le lac Isaïe (longueur : 0,4 km ; altitude : 337 m) jusqu'à son embouchure ;
- 2,6 km vers le nord en formant une courbe vers l’ouest, en recueillant la décharge (venant de l’ouest) du lac Lévesque et en traversant la partie sud du lac Hunter (longueur : 0,5 km ; altitude : 343 m) sur une centaine de mètres vers l’est jusqu'à son embouchure ;
- 2,2 km vers l’est jusqu’à un coude de rivière correspondant à un ruisseau (venant de l’est) ;
- 0,9 km vers le nord, jusqu'au bras des Mouches (venant du nord) ;
- 2,7 km vers l’est, jusqu’à la décharge du lac Lorenzo (venant du nord-ouest) ;
- 0,3 km vers l’est, jusqu'à son embouchure[3].

Le Bras d’Isaïe déverse dans un coude de rivière sur la rive sud de la rivière à Mars. Cette -confluence est située à :
- 5,7 km à l’ouest du cours du bras Rocheux, un affluent de la rivière Ha! Ha! ;
- 10,0 km à l’ouest du hameau « Ferland » sur la rive ouest du bras d'Hamel ;
- 10,8 km au sud-ouest d’une courbe du cours de la rivière Ha! Ha! ;
- 8,7 km au nord-est du hameau « Secteur-Charlevoix » situé sur le bord de la rivière du Moulin ;
- 15,3 km au sud de la confluence de la rivière à Mars et de la baie des Ha! Ha![3].

À partir de la confluence du bras d’Isaïe avec la rivière à Mars, le courant suit le cours de la rivière à Mars sur 25,2 km généralement vers le nord, traverse la baie des Ha! Ha! vers le nord-est sur 11,0 km, puis le cours de la rivière Saguenay vers l’est sur 99,5 km jusqu’à Tadoussac où il conflue avec l’estuaire du Saint-Laurent.

## Toponymie
Le terme « Isaïe » constitue un personnage biblique et un prénom en français.
Le toponyme « Bras d’Isaïe » a été officialisé le 29 juin 1983 à la Banque des noms de lieux de la Commission de toponymie du Québec.